# 177
| 177                |
| ------------------ |
| Dødsfald - Fødsler |
|                    |

| Gregoriansk kalender | 177 CLXXVII             |
| Ab urbe condita      | 930                     |
| Armensk kalender     | I/T                     |
| Kinesiske kalender   | 2873 – 2874 丙辰 – 丁巳 |
| Etiopisk kalender    | 169 – 170               |
| Jødisk kalender      | 3937 – 3938             |
| Hindukalendere       |                         |
| - Vikram Samvat      | 232 – 233               |
| - Shaka Samvat       | 99 – 100                |
| - Kali Yuga          | 3278 – 3279             |
| Iransk kalender      | 445 BP – 444 BP         |
| Islamisk kalender    | 459 BH – 458 BH         |

Se også 177 (tal)

## Dødsfald
- Herodes Atticus, græsk retoriker, filosof og filantrop (født ca. 101)